# Мисс Вселенная 1953
Мисс Вселенная 1953 (англ. Miss Universe 1953) — 2-й ежегодный конкурс красоты, состоявшийся 17 июля 1953 года в Long Beach Municipal Auditorium, Лонг-Бич, Калифорния, США. За победу на нём соревновалось 26 претенденток. Победительницей стала представительница Франции, Кристиан Мартель. Она была коронована актрисой Джули Адамс.

## Результаты
| Финальные результаты | Участница |
| -------------------- | --- |
| Мисс Вселенная 1953  | - Франция — Кристиан Мартель |
| 1-я вице-мисс        | - США — Мирна Хансен |
| 2-я вице-мисс        | - Япония — Кинуко Ито |

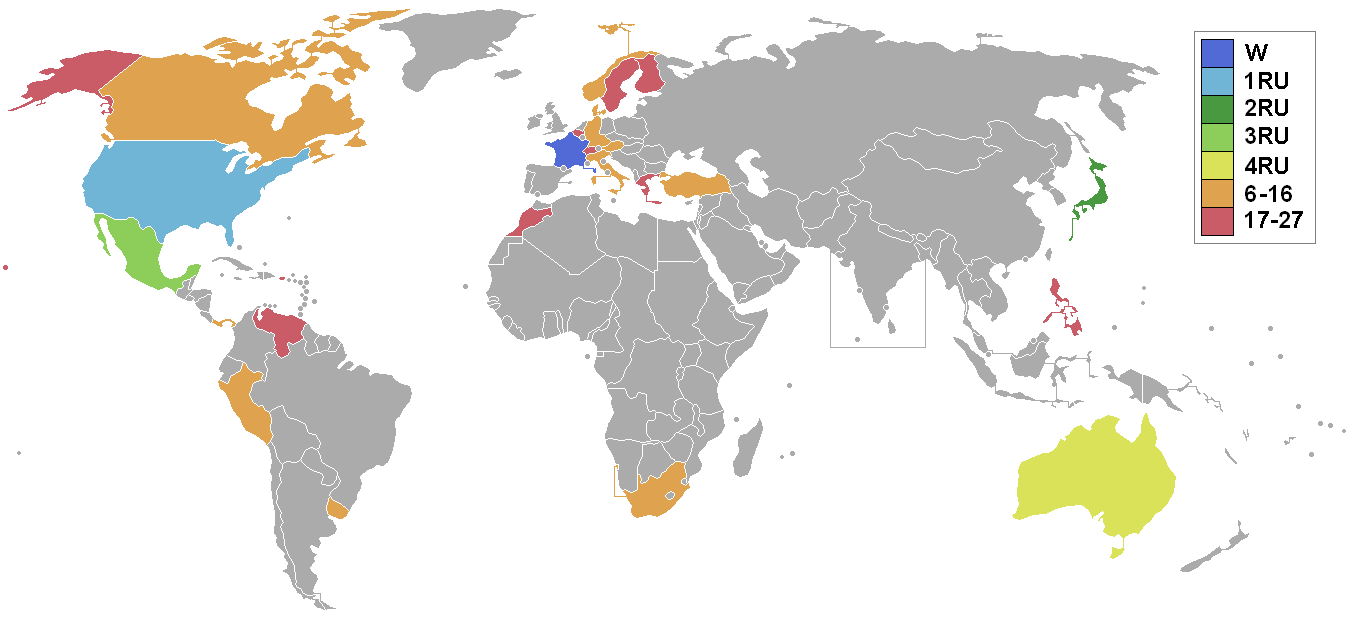
Страны-участницы конкурса «Мисс Вселенная» 1953 года

| 3-я вице-мисс        | - Мексика — Ана Берта Лепе |
| 4-я вице-мисс        | - Австралия — Максин Морган |
| Топ 16               | - Австрия — Лоре Фельгер - Германия — Кристель Шаак - Дания — Йютте Ольсен - Канада — Телма Бревис - Италия — Рита Стацци - Норвегия — Сюннёве Гульбраннсен - Панама — Эмита Субьета - Перу — Мари Энн Сармиенто - Турция — Айтен Акйол - Уругвай — Ада Аменгаль - ЮАС — Ингрид Рита Миллс |

### Специальные награды
| Премия              | Участница                    |
| Мисс Дружелюбие     | - Луизиана — Джин Томпсон[^] |
| Мисс Фотогеничность | - США — Мирна Хансен[^]      |

^  Поскольку конкурсы «Мисс Вселенная» и «Мисс США» проводились совместно, кандидатки обоих состязаний имели право претендовать на специальные награды.

## Участницы

Кристиан Мартель

| Страна      | Фото | Участница                                   | Дата рождения | Родной город |
| ----------- | ---- | ------------------------------------------- | ------------- | ------------ |
| Австралия   |      | Максин Морган (Maxine Morgan)               |               |              |
| Австрия     |      | Лоре Фельгер (Lore Felger)                  |               |              |
| Аляска      |      | Мюриэл Хагберг (Muriel Hagberg)             |               |              |
| Бельгия     |      | Элен Кортуа (Elayne Cortois)                |               |              |
| Венесуэла   |      | Хисела Боланьос (Gisela Bolaños Scarton)    | 05.04.1935    | Валенсия     |
| Гавайи      |      | Эйлин Стоун (Aileen Lauwae Stone)           |               |              |
| Германия    |      | Кристель Шаак (Christel Schaack)            | 24.09.1925    | Берлин       |
| Греция      |      | Дорета Ксиру (Ntaizy (Doreta) Xirou)        |               |              |
| Дания       |      | Ютте Ольсен (Jytte Olsen)                   |               |              |
| Италия      |      | Рита Стацци (Rita Stazzi)                   |               |              |
| Канада      |      | Телма Бревис (Thelma Elizabeth Brewis)      |               |              |
| Мексика     |      | Ана Берта Лепе (Ana Bertha Lepe Jiménez)    | 12.09.1934    | Теколотлан   |
| Норвегия    |      | Сюннёве Гульбраннсен (Synnøve Gulbrandsen)  |               |              |
| Панама      |      | Эмита Аросемена (Emita Arosemena Zubieta)   |               | Лас-Таблас   |
| Перу        |      | Мари Анн Сармьенто (Mary Ann Sarmiento)     |               |              |
| Пуэрто-Рико |      | Ванда Ирисарри (Wanda Irizarry)             |               |              |
| США         |      | Мирна Хансен (Myrna Rae Hansen)             | 05.08.1934    |              |
| Турция      |      | Айтен Акйол (Ayten Akyol)                   |               |              |
| Уругвай     |      | Алисия Ибаньес (Ada Alicia Ibáñez Amengual) |               |              |
| Филиппины   |      | Кристина Монсон (Cristina Monson Pacheco)   |               |              |
| Финляндия   |      | Тейя Сопанен (Teija Anneli Sopanen)         | 26.01.1933    | Хельсинки    |
| Франция     |      | Кристиан Мартель (Christiane Martel)        | 18.01.1932    | Париж        |
| Швейцария   |      | Даниэль Удине (Danielle Oudinet)            |               |              |
| Швеция      |      | Улла Сандклер (Ulla Sandkler)               |               |              |
| ЮАС         |      | Ингрид Рита Миллс (Ingrid Rita Mills)       |               |              |
| Япония      |      | Кинуко Ито (Kinuko Ito)                     | 29.06.1932    | Токио        |

## Судьи
- Джефф Чандлер
- Арлин Дал
- Ронда Флеминг
- Констанс Мур

## Дополнительно

### Дебютировали
- Австрия
- Швейцария

### Отказались
- Великобритания
- Гонконг
- Израиль
- Индия
- Куба
- Чили

### Не участвовали
- Марокко — Колетт Рибес (Colette Ribes)

### Участие в других конкурсах
- Лоре Фельгер (Австрия) в том же году выступила на конкурсе «Мисс Европа 1953», но не заняла призовое место[1].
- Кристель Шаак (Германия) в 1954 году победила на конкурсе «Мисс Европа»[1].